# Mandoga (Makak)
Pour les articles homonymes, voir Mandoga.
Mandoga est un village de la région du Centre du Cameroun, situé dans la commune de Makak. 

## Population et développement
En 1962, la population de Mandoga était de 336 habitants. La population de Mandoga était de 213 habitants dont 114 hommes et 99 femmes, lors du recensement de 2005.     